# Leonard Stöckel

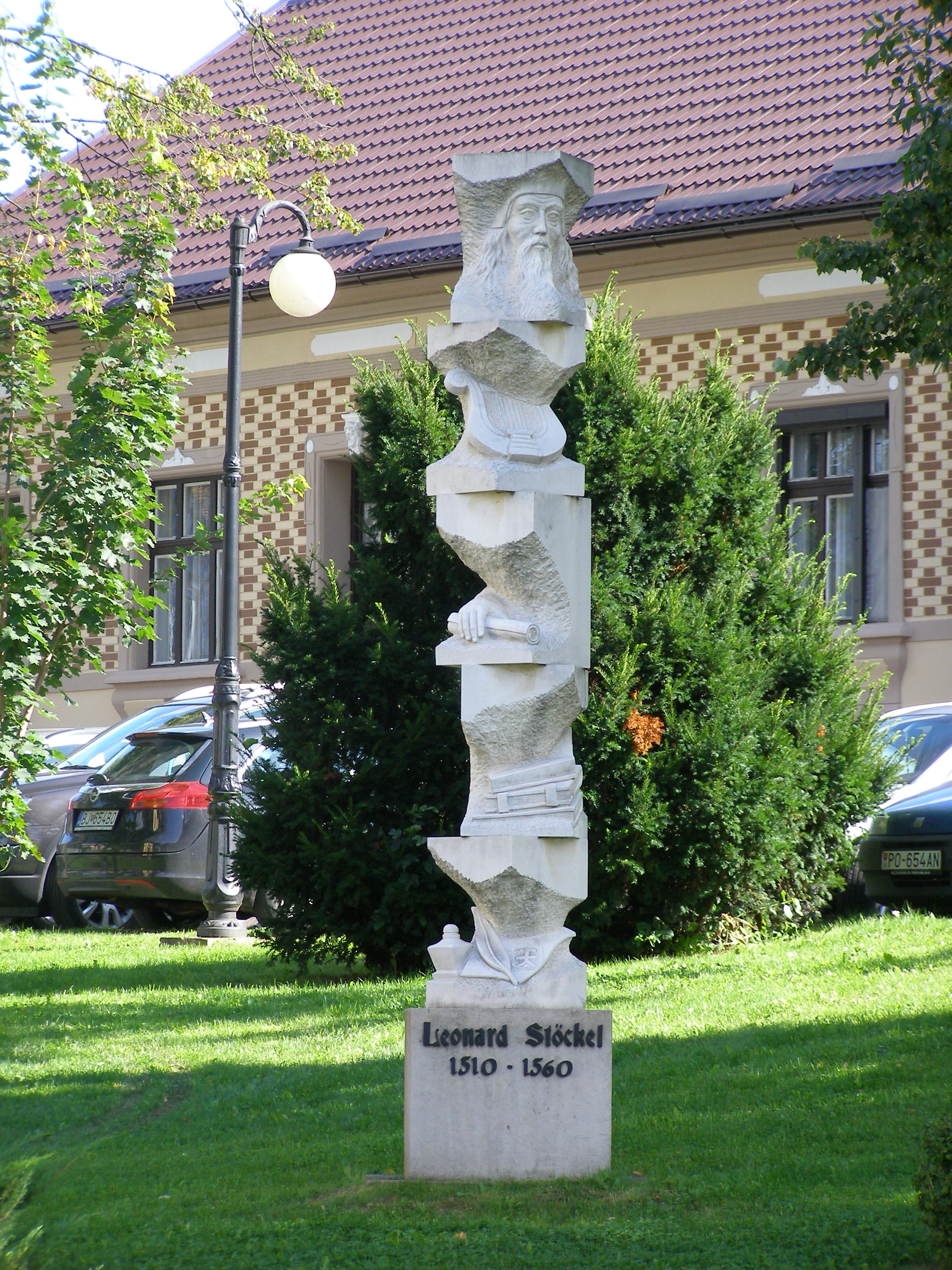
Stöckel emlékműve Bártfán

Leonard Stöckel (magyarosan Stöckel Lénárd vagy Lénárt, németül Leonhard Stöckel; (Bártfa, 1510. – Bártfa, 1560.) Felső-Magyarország nevezetes reformátora, a bártfai iskola  rektora, «a magyar Wittenberg» megalapítója.

## Életpályája
Atyja Leonard Stöckel kovács, városi tanácsnok, majd bíró volt. Bártfán a jeles Eck Bálintnál tanult, majd Kassára vitték szülei, hogy Coxe Lénárd János tanítványa legyen. Kassáról a boroszlói egyetemre ment görögöt tanulni. Ezután Wittenbergben tanult. Tanítványa volt Luthernek és Melanchtonnak, akik nagyon megkedvelték és támogatták Stöckelt. Sőt, hogy megnyerjék őt Németországnak, Luther születése helyén, Eislebenben az iskola igazgatójává tették. Egy évet töltött Eislebenben, majd visszatért Wittenbergbe.  
Ekkoriban terjedt el reformáció Felső-Magyarországon; Luther és Melanchton 1538-ban a bártfaiaknak ajánlották Stöckelt. A nagy reformátorok között eltöltött nyolc év után 1539 májusában Stöckelt visszahívták szülővárosába, hogy az ottani iskolában a tanítói állomást foglalja el. (Melanchton két bizonyítványa, melyet Stöckelnek kiállított, megvan a bárfai levéltárban.)  
Bártfára 1539 júniusában érkezett meg. Az iskolát újraszervezte, új iskolai törvényeket dolgozott ki és rövid idő alatt a bártfai iskolát, mint annak igazgatója, a német iskolák magas színvonalára emelte. Nagy híre messze földről vonzotta hozzá a tanulókat. Mindjárt működése első évében egységet teremtett a felső-magyarországi öt szabad királyi város: Kassa, Eperjes, Lőcse, Bártfa és Kis-Szeben között és megnyerte őket a reformációnak.  
Ő írta az úgynevezett Confessio Pentapolitana hitvallást, amelyet az említett városok 1549. júliusában a Lőcsén tartott egyházi gyűlésen el is fogadtak és 1549. augusztus 14-én I. Ferdinándnak, valamint addigi legfőbb egyházi hatóságuknak, Verancsics Antal egri püspöknek is bemutattak. A Confessio Pentapolitana később (1613-ban) Kassán Fischer Jánosnál nyomtatásban is megjelent. Stöckel sokat tett az ekkoriban alapított bárfai nyomda felvirágoztatása érdekében. Az egyik életírója szerint "szülővárosánál elismerés helyett hálátlansággal találkozván", Késmárkra ment 1556-ban, de a tanács kérésére már 1557-ben visszatért Bártfára és ott is hunyt el 1560-ban. 

## Nevezetesebb művei
- Leges scholae Bartphensis (1540, az eredeti kéziratból közölte Klein I.)
- Apologia Ecclesiae Bartphensis (1558)
- Cittum nempe Cassoviensis, Leutschoviensis, Eperiessiensis, Bartphensis, Cibiniensis (latin, magyar és német nyelven, Bártfa 1560, később ugyanazon cím alatt megjelent latin, német és magyar nyelven Kassán 1613-ban Fischer Jánosnál)
- Annotationes locorum communium doctrinae christianae Philippi Melanchtonis (Basel, 1561)
- Opus de Antichristo; Formulae tractandarum sacrarum concionum (Bárfa, 1578)
- Postilla, sive enarrationes erotomaticae Epistolarum et Evangeliorum anniversariorum (ugyanott, 1596)